# 血圧
血圧（けつあつ、英: blood pressure、略称:BP）とは、血管、特に動脈の壁に対して血液により加えられる圧力である。心筋の強さ、血液量とその粘度、年齢や健康状態、血管壁の状態などによって変化する。

## 概要
特に断りなく使用される場合、「血圧」という用語は、最も一般的に測定される上腕動脈の圧力を指す。血圧は通常、収縮期血圧（1心拍中の最高血圧）が前、拡張期血圧（2心拍間の最低血圧）が後に表記される。正式でない通称として、それぞれ最高血圧（又は「上の血圧」）、最低血圧（又は「下の血圧」）とも呼ばれる。単位は周囲の大気圧に対する圧力差のミリメートル水銀柱（mmHg）、またはキロパスカル（kPa）で表される。収縮期圧と拡張期圧の差は脈圧として知られ、心周期の平均圧は平均動脈圧として知られる。
平均動脈圧は電気回路のオームの法則に類似した以下の式に従う。
平均動脈圧 = 心拍出量 × 体血管抵抗
血圧は心臓のポンプ作用によって生じるが、心臓が収縮していない時期の血圧、すなわち拡張期血圧は動脈の弾性とその復元力によって生じる（ウインドケッセルモデル）。
血圧は、呼吸数、心拍数、酸素飽和度、体温とともに、医療従事者が患者の健康状態を評価する際に使用するバイタルサインの1つである。成人の正常な安静時血圧は、収縮期血圧が約120ミリメートル水銀柱（16kPa）、拡張期血圧が約80ミリメートル水銀柱（11kPa）であり、「120/80mmHg」と表記される。水銀柱式血圧計は1881年に発明され、以後、標準的な血圧計として長く使われたものの、水銀に関する水俣条約により、各国で製造が中止され、日本では2021年より輸出入禁止となっている。
血圧は一般的には動脈の血圧を意味するが、循環器系の全ての内腔には圧力が存在し、その場所に応じて、肺動脈圧、肺静脈圧、中心静脈圧、左室圧、右室圧などと命名されている。動脈圧は肺動脈圧よりも高く、静脈の圧はこれらの圧よりも低い。
血圧の一般的な測定方法は、上腕にカフを巻き付け、血流の振動によって引き起こされるカフ圧の振動を器械で検知する自動血圧計によるものであるが、カフによる圧迫で上腕動脈の血流音の消失を聴診する、旧来の聴診法も行われている。この方法は1905年に、ニコライ・コロトコフが考案した方法である。また、動脈にカテーテルを留置して血圧を直接測定する方法もあり、手術室や集中治療室で用いられている。カフによる一般的な血圧測定は非観血的血圧測定、カテーテルによる直接的な血圧測定は観血的血圧測定と呼ばれる。歴史上、最初の血圧測定はスティーブン・ヘールズによりウマに対して1733年に行われた観血的血圧測定であった。
血圧は、心拍出量、体血管抵抗、血液量、および動脈硬化の影響を受け、患者の状況、感情状態、活動、および相対的な健康状態または疾患状態によって変化する。短期的には、血圧は自律神経系や圧受容器によって調節される。中、長期的には内分泌物質である、バソプレシンやレニン・アンジオテンシン・アルドステロン系によって調節される。
血圧が低すぎる状態を低血圧（hypotension）、常に高すぎる状態を高血圧（hypertension）、正常ならば正常血圧（normotension）という。高血圧症および低血圧症には多くの原因があり、突然発症する場合もあれば、長期間持続する場合もある。慢性の高血圧は、脳卒中、心臓病、腎不全など多くの疾患の危険因子である。低血圧はショックや心不全などの症状があれば医学的な介入を必要とする。一方、慢性高血圧は無症状でも治療の対象である。血圧は一般的に家庭よりも医療機関受診時に高い傾向があり、診療ガイドラインによっては家庭での24時間自由行動下血圧の使用を推奨している。高血圧は生活習慣病の1つであり、日本人成人の6割近くが罹患している。

## 正常値、異常値

### 基準値
血圧の基準値は学会によって若干異なる。また、学会の診療ガイドライン改訂に伴って基準値が変更されることもある。
| 分類                                                     | 収縮期血圧、mmHg | 収縮期血圧、mmHg     | かつ/または | 拡張期血圧、mmHg | 拡張期血圧、mmHg     |
| 測定方法                                                 | 外来             | 24時間自由行動下血圧 | かつ/または | 外来             | 24時間自由行動下血圧 |
| -------------------------------------------------------- | ---------------- | -------------------- | ----------- | ---------------- | -------------------- |
| 低血圧                                                   | <110             | <100                 | または      | <70              | <60                  |
| アメリカ心臓病学会（ACC）/アメリカ心臓協会（AHA） (2017) |                  |                      |             |                  |                      |
| 正常                                                     | <120             | <115                 | かつ        | <80              | <75                  |
| 高値                                                     | 120–129          | 115–124              | かつ        | <80              | <75                  |
| 高血圧、ステージ1                                        | 130–139          | 125–129              | または      | 80–89            | 75–79                |
| 高血圧、ステージ2                                        | ≥140             | ≥130                 | または      | ≥90              | ≥80                  |
| ヨーロッパ高血圧学会（ESH）(2023)                        |                  |                      |             |                  |                      |
| 最適                                                     | <120             | N/A                  | かつ        | <80              | N/A                  |
| 正常                                                     | 120–129          | N/A                  | かつ/または | 80–84            | N/A                  |
| 正常高値血圧                                             | 130–139          | N/A                  | かつ/または | 85–89            | N/A                  |
| 高血圧、グレード1                                        | 140–159          | ≥130                 | かつ/または | 90–99            | ≥80                  |
| 高血圧、グレード2                                        | 160–179          | N/A                  | かつ/または | 100–109          | N/A                  |
| 高血圧、グレード3                                        | ≥180             | N/A                  | かつ/または | ≥110             | N/A                  |
| 日本高血圧学会（2019）                                   |                  |                      |             |                  |                      |
| 正常                                                     | <120             | <115                 | かつ        | <80              | <75                  |
| 正常高値                                                 | 120–129          | 115-124              | かつ        | <80              | <75                  |
| 高値                                                     | 130–139          | 125-134              | かつ/または | 80-89            | 75-84                |
| Ⅰ度高血圧                                                | 140–159          | 135-144              | かつ/または | 90-99            | 85-89                |
| Ⅱ度高血圧                                                | 160–179          | 145-159              | かつ/または | 100-109          | 90-99                |
| Ⅲ度高血圧                                                | ≥180             | ≥160                 | かつ/または | ≥110             | ≥100                 |
| （孤立性）収縮期高血圧                                   | ≥140             | ≥135                 | かつ        | <90              | <85                  |

＊N/A: 該当なし

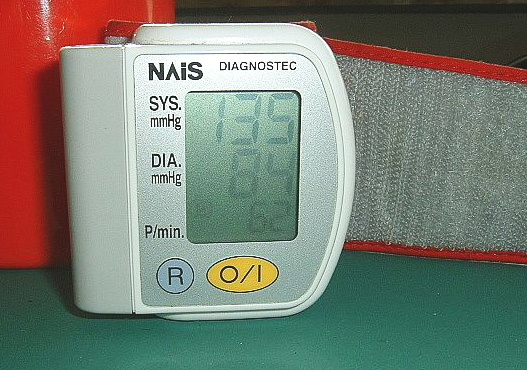
デジタル血圧計

心血管系疾患のリスクは115/75mmHgを超えると漸増するが、これ以下ではエビデンスが限られている。
高血圧、特に高齢者の血圧を低下させる薬剤を使用する際に目標とすべき最適な血圧レベルについては、現在も医学的な議論が続いている。
血圧は通常は24時間の概日リズムを示し、早朝と夕方に最高値を示し、夜間に最低値を示す。夜間の血圧の正常な低下が無くなることは、将来の心血管疾患のリスクと関連しており、夜間の血圧が昼間の血圧よりも心血管イベントの強力な予測因子であるというエビデンスがある。血圧はより長い期間（数ヵ月から数年）にわたって変動し、この変動から有害な転帰を予測できる。 血圧はまた、温度、騒音、感情的ストレス、食物または液体の摂取、食事因子、身体活動、姿勢の変化（立ち上がりなど）、医薬品、および疾患にも反応して変化する。血圧の変動性と自由行動下血圧のより優れた予測値により、英国国立医療技術評価機構（NICE）などの一部の当局は、高血圧の診断に望ましい方法として自由行動下血圧の使用を推奨している。
低血圧の診断基準は認められていないが、90/60未満の血圧は一般的に低血圧とみなされる。一般臨床では、実際に血圧が低すぎると多くの医師が判断するのは、低血圧による症状が現れている場合だけである。

### 血管の部位と血圧の関係
左腕と右腕の血圧測定値は同じとは限らないが、その差が10mmHg未満ならば生理的な範囲内である。末梢動脈疾患、閉塞性動脈疾患、大動脈解離などでは、10mmHgを超える一貫した差があり、追加検査が必要な場合もある。

上肢下肢血圧比（ankle brachial pressure index: ABI）検査の実際。血圧計のカフを用い、超音波ドップラーで血流の有無を判定している。

上肢下肢血圧比（ankle brachial pressure index: ABI）とは上腕動脈の血圧に対する足首での血圧の割合である。末梢動脈疾患の診断に用いられる。通常、足首での収縮期血圧は上腕のそれより10-15mmHg程度高いが、ABIが0.9以下であれば、下肢動脈に50%以上の狭窄が存在する感度は90%、特異度は95%である。末梢動脈疾患患者は全身の動脈硬化を合併しているため、5年生存率は70%程度と不良である。ABIは小さければ小さいほど、末梢動脈疾患が重度であり、予後が不良であることが示唆される。

### 血圧と年齢の関係

#### 胎児の血圧
胎児の心血管系の発生は胎生3週末から4週目のはじめに始まり、8週目以降に胎児の心血管系はガス交換（酸素と二酸化炭素の交換）の役割を果たすようになる。妊娠全経過を通じて、母体は胎盤を通じて胎児に栄養や酸素を送り、老廃物や二酸化炭素を受け取っている。胎児大動脈の血圧は、妊娠20週で約30mmHgであり、妊娠40週で約45mmHgまで上昇する。
満期産児の平均的な血圧は以下の通りである。
- 収縮期 65–95 mmHg
- 拡張期 30–60 mmHg

#### 小児
| Stage  | 年齢      | 収縮期血圧 mmHg | 拡張期血圧 mmHg |
| ------ | --------- | --------------- | --------------- |
| 乳児   | 0–12 ヶ月 | 75–100          | 50–70           |
| 幼児   | 1–5 才    | 80–110          | 50–80           |
| 学童   | 6–12 才   | 85–120          | 50–80           |
| 思春期 | 13–18 才  | 95–140          | 60–90           |

小児における欧州心臓病学会および欧州高血圧学会の分類と基準範囲の比較表

小児の血圧の正常範囲は成人よりも低く、身長によって異なる。各国の小児の血圧の分布に基づいて、それぞれの国の小児の血圧の基準値が作成されている。

#### 加齢の影響
ほとんどの社会の成人では、収縮期血圧は成人期早期以降、少なくとも70歳まで上昇する傾向がある。拡張期血圧も同時に上昇し始める傾向があるが、中年期、約55歳で、より早く低下し始める。平均血圧は成人期早期から上昇し、中年期でプラトーとなるが、脈圧は40歳以降にかなり顕著に上昇する。その結果、多くの高齢者では、収縮期血圧が成人の正常範囲を超えることが多く、拡張期血圧が正常範囲であれば、これは収縮期高血圧と呼ばれる。加齢に伴う脈圧の上昇は、動脈硬化の進行に起因するものである。加齢に伴う血圧の上昇は健康的なものとは考えられておらず、孤立した未開の地域社会では観察されないこともある。

## 測定

水銀柱血圧計による収縮期および拡張期血圧の測定

最も一般的な自動血圧測定技術は、オシロメトリック法、すなわち血流の振動によって引き起こされる血圧計のカフ圧の振動検知に基づくものである。1981年以来、完全自動のオシロメトリック測定が可能になった。この原理は最近、スマートフォンでの血圧測定に使用されている。

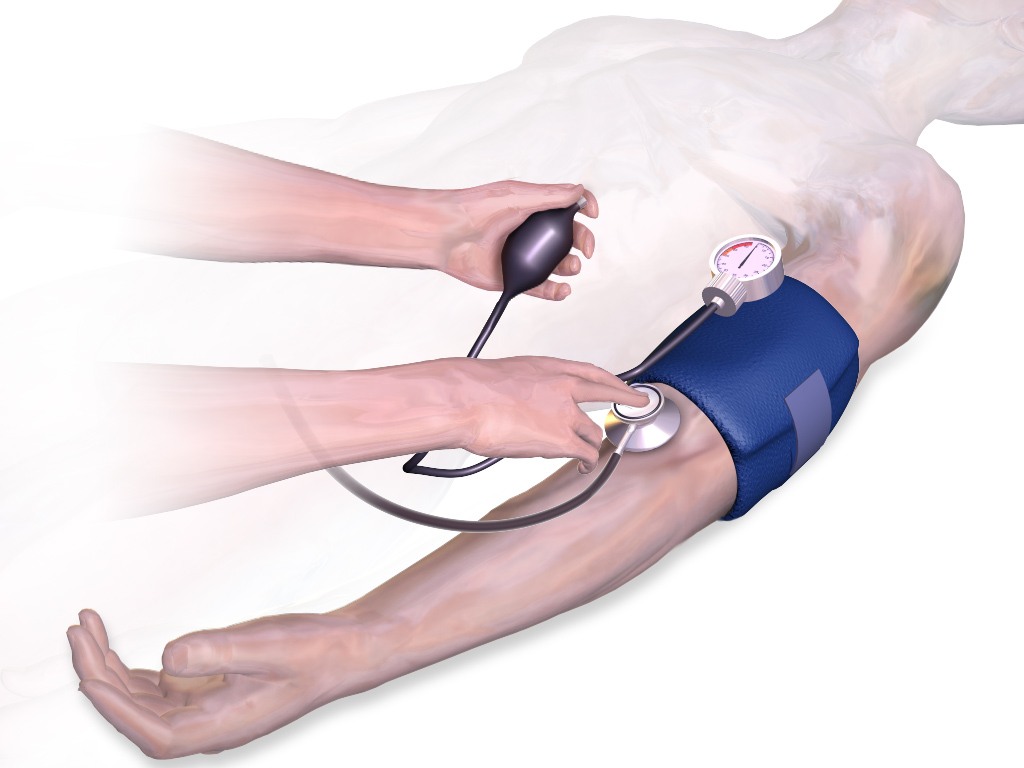
アネロイド式血圧計

従来、医療従事者は、心臓に近い、すなわち上腕の動脈を、血圧計（アネロイド式または水銀管式）を用いて圧迫する際の音を聴診器を通して聴き取ることにより、非侵襲的に血圧を測定していた。この聴診法による血圧測定は、一般に、臨床における非侵襲的血圧測定の精度のゴールドスタンダードであるとまだ考えられている。しかし、半自動化された方法が一般的になってきたのは、主に潜在的な水銀毒性に対する懸念が原因であるが、コスト、使いやすさ、自由行動下血圧（ambulatory blood pressure）または家庭血圧測定への適用可能性もこの傾向に影響を与えている。水銀管血圧計に代わる初期の自動化された血圧計は、しばしば著しく不正確であったが、国際基準で認証された最新の装置は、2つの標準化された測定方法間の平均差は5mmHg以下、標準偏差は8mmHg以下である。これらの半自動化された方法のほとんどは、オシロメトリー（装置のカフ内の圧力変換器により、心拍による各脈拍量の変化に伴うカフ内圧の小さな振動を測定する）を使用して血圧を測定する。
測定するために動脈内にカテーテルを留置する侵襲的な血圧測定法もあるが、通常は手術室や集中治療室で用いられる。
現在、動脈壁を貫通せず、患者の身体に圧力をかけずに血圧を測定する新しい方法が研究されている。いわゆるカフレス測定と呼ばれるこれらの方法は、より快適で受け入れやすい血圧モニターへの扉を開くものである。一例として、光学センサのみを使用する手首のカフレス血圧モニタがある。
人手による血圧測定における問題の1つは、末端数字傾向（terminal digit preference）、すなわち、水銀柱の読みが0や5に偏りがちになるということである。ある研究によると、記録された測定の約40％がゼロで終わっていたのに対し、「バイアスがなければ、測定の10～20％がゼロで終わると予想される」。自動血圧計は、この点において人手による測定よりも優れている。

## 血管による血圧の違い

### 静脈の血圧
| 部位                     | 部位                     | 正常 範囲 単位 (mmHg) |
| ------------------------ | ------------------------ | --------------------- |
| 中心静脈圧               | 中心静脈圧               | 3–8                   |
| 右室圧                   | 収縮期                   | 15–30                 |
| 右室圧                   | 拡張期                   | 3–8                   |
| 肺動脈圧                 | 収縮期                   | 15–30                 |
| 肺動脈圧                 | 拡張期                   | 4–12                  |
| 肺静脈/ 肺毛細血管楔入圧 | 肺静脈/ 肺毛細血管楔入圧 | 2–15                  |
| 左室圧                   | 収縮期                   | 100–140               |
| 左室圧                   | 拡張期                   | 3–12                  |

血圧は一般に体循環における動脈圧を指す。静脈系や肺循環の圧力の測定は集中治療医学において重要な役割を果たしているが、カテーテルを用いた侵襲的な圧力測定が必要である。
静脈圧とは、静脈または心臓の右心房内の圧のことである。動脈圧よりはるかに低く、一般的な値は右心房で3mmHg、左心房では8mmHgである。
静脈圧の種類には以下のものがある。
- 中心静脈圧は、右室拡張末期容積の主要な決定因子である右房圧の良い近似値である[60]ものの、例外もある[61]。
- 門脈圧（英語版）は、門脈の血圧である。通常は5～10mmHgである[62]。

### 肺動脈圧

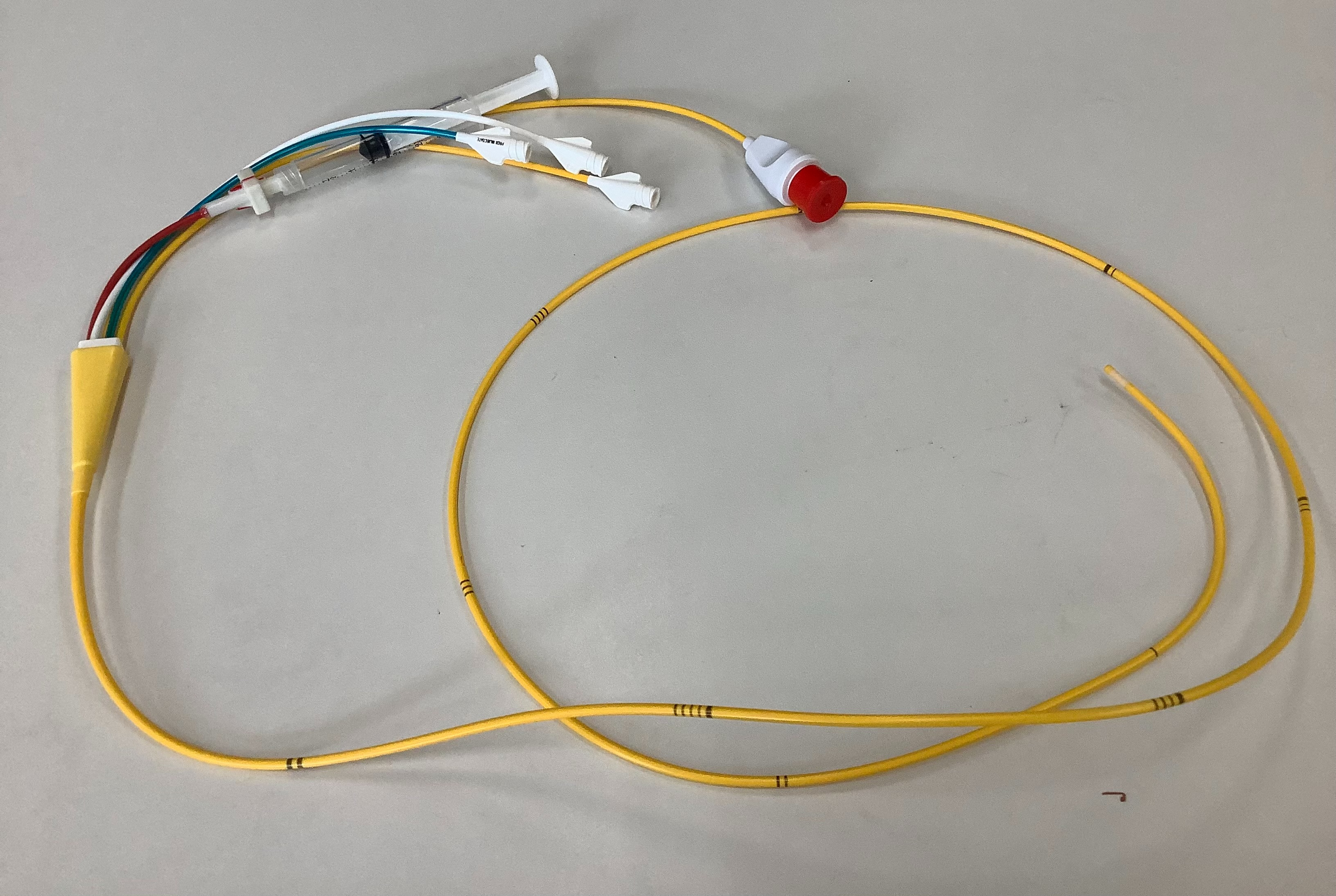
肺動脈カテーテル。1m以上の長さがある。肺動脈圧と中心静脈圧を同時に測定でき、心拍出量も測定できる。

通常、肺動脈の圧力は安静時で約15mmHgである。肺動脈の圧力を実測するには肺動脈カテーテル（別名スワン・ガンツカテーテル）と呼ばれる長いカテーテルを、静脈から右心室を経由して肺動脈にまで入れねばならない。
肺の毛細血管内の血圧が上昇すると肺高血圧症を引き起こし、その圧力が20mmHg以上になると間質性浮腫に、25mmHg以上になると肺水腫に至る。

### 大動脈圧
大動脈圧は大動脈中心血圧または中心血圧とも呼ばれ、大動脈の付け根の血圧である。大動脈圧の上昇は、末梢血圧（上腕動脈を通じて測定するなど）よりも、心血管イベントと死亡率の両方、および心臓の構造的変化のより正確な予測因子であることが判明している。 従来、大動脈圧を測定するには侵襲的な手技が必要であったが、現在では、大きな誤差を生じることなく間接的に測定できる非侵襲的な方法がある。
ある研究者は、医師は、臨床判断の指針として末梢血圧ではなく大動脈圧を使用し始めるべきであると主張している。降圧薬が末梢血圧に及ぼす影響は、大動脈圧中枢に及ぼす影響とは大きく異なることが多い。

### 平均体循環充満圧
心臓が停止すると血圧は低下するが、ゼロにはならない。心臓の拍動が停止し、血液が循環全体に再分配された後に測定される残りの圧力は、平均体循環充満圧と呼ばれる。典型的には心臓の近くで7mmHg以下である。

## 生理学

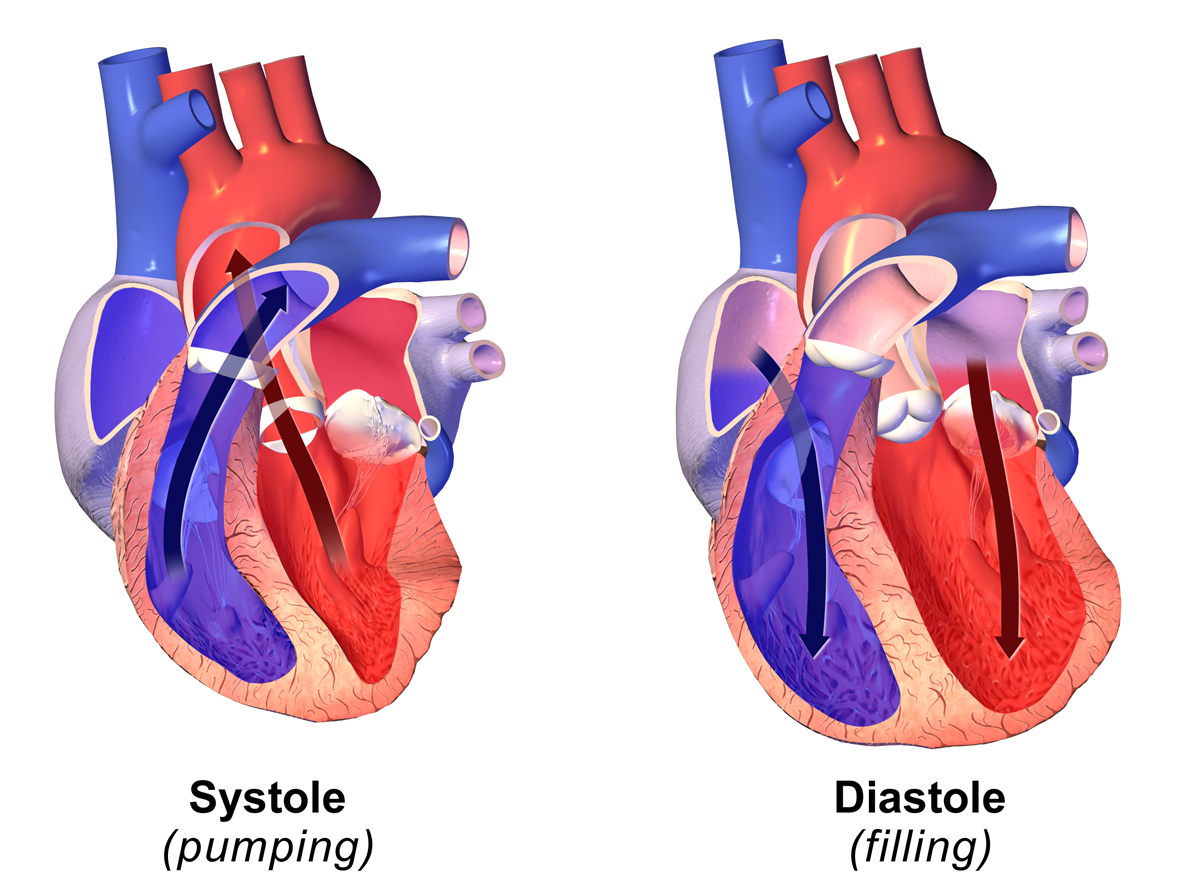
収縮期と拡張期

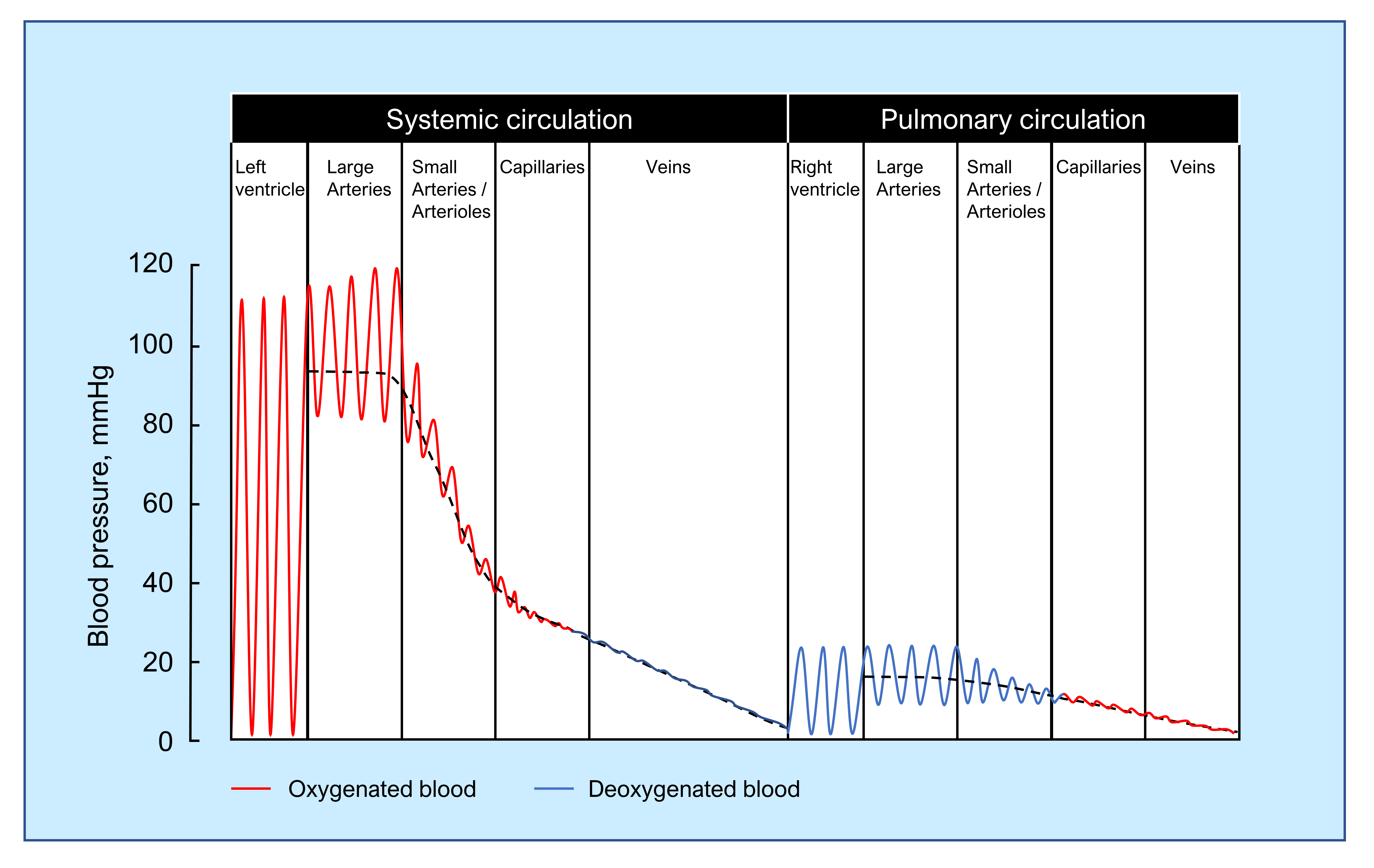
循環器系における圧力の模式図

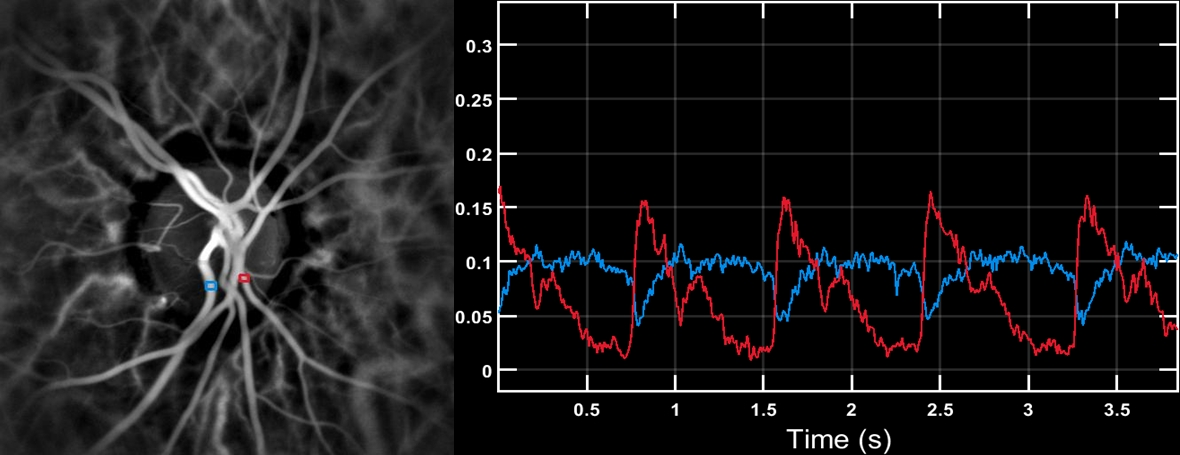
健康なボランティアの眼底で、レーザードップラーイメージングによって測定された網膜中心動脈（赤）と静脈（青）の血流波形。

循環中の血圧は、主に心臓のポンプ作用によるものであるが、動脈も大きな役割を果たす。すなわち、動脈には弾性があり、収縮期には拡張して心臓から送り出される血液の一部を一時的に血管内に蓄え、拡張期には逆に収縮して、血流の拍動性を緩和させて下流の器官に血液を供給する。このような機能はウィンドケッセル機能と呼ばれる。大動脈を空気溜のような膨張・収縮する弾性槽、末梢血管を一定の流動抵抗Rを持つ剛管と仮定し、弾性槽へ流入する血流量をQ、槽内の静圧をp、弾性槽の体積変化が静圧変化dp/dtに比例すると仮定し、比例定数をKとすると、下式が成り立つ。
Q = K(dp/dt)+p/R
血圧は、心臓から遠ざかるにつれて低下するが、低下の大部分は小動脈と細動脈で起こる。脈動性も動脈循環の細い部分で低下するが（右図参照）、毛細血管でも脈動そのものは観察される。
重力は静水圧（例えば、起立時）を介して血圧に影響し、静脈の弁、呼吸、骨格筋の収縮によるポンプ作用も、特に静脈の血圧に影響する。

### 血行動態
全身性動脈圧の血行動態を単純に考えると、平均動脈圧（MAP）と脈圧が中心となる。血圧に及ぼすほとんどの影響は、心拍出量、体血管抵抗、または動脈スティッフネス（動脈コンプライアンスの逆数）への影響という観点から理解することができる。心拍出量は一回拍出量と心拍数の積である。一回拍出量は、
1）拡張末期容積またはフランク・スターリング機構を介して作用する心室の充満圧-これは血液量に影響される
2）心収縮力
3）後負荷（循環によってもたらされる血流に対するインピーダンス）
に影響される。短期的には、血液量が多いほど心拍出量は多くなる。このことは、食塩の多量摂取と血圧上昇の関係を説明するものとして提唱されている。しかし、食塩の多量摂取に対する反応は個人差があり、自律神経系の反応とレニン-アンジオテンシン系に大きく依存する。血漿浸透圧も重要かもしれない。長期的には、容積と血圧の関係はより複雑である。簡単に言えば、体血管抵抗は、主に小動脈と細動脈の口径によって決定される。血管に起因する抵抗は、ハーゲン・ポアズイユの式（抵抗∝1/半径4）で記述されるように、その半径に依存する。したがって、半径が小さいほど抵抗は大きくなる。抵抗に影響する他の物理的因子には、血管の長さ（血管が長いほど抵抗は大きくなる）、血液の粘度（粘度が高いほど抵抗は大きくなる）が挙げられる。重度の動脈狭窄が存在すると、流れに対する抵抗が増大するが、この抵抗の増大は、下流の流れを大きく減少させることはあっても、全身血管抵抗に対する寄与は小さいため、体血圧を上昇させることはほとんどない。血管収縮薬と呼ばれる物質は、血管の口径を減少させ、それによって血圧を上昇させる。血管拡張薬（ニトログリセリンなど）は血管の口径を広げ、動脈圧を低下させる。血管収縮薬、血管拡張薬は血管作動薬と総称される。長期的には、リモデリングと呼ばれる過程も小血管の口径を変化させ、血管作動薬に対する抵抗性および反応性に影響を及ぼす。毛細血管希薄化と呼ばれる毛細血管密度の低下も、状況によっては血管抵抗の増加に寄与することがある。

### 脈圧

1心周期の動脈圧波形の略図。曲線の切れ込みは、大動脈弁の閉鎖に関連している。

脈圧は、測定された収縮期圧と拡張期圧の差である。
{\displaystyle \!P_{\text{pulse}}=P_{\text{sys}}-P_{\text{dias}}.}
脈圧は心拍出量、すなわち心拍の拍動の産物である。脈圧の大きさは、通常、心臓の一回拍出量、動脈系のコンプライアンス（拡張能力）-主に大動脈と太い弾性動脈に起因する-、および動脈樹の流れに対する抗力の相互作用に起因する。

#### 脈圧の臨床的意義
健康な脈圧は約40mmHgである。脈圧が常に60mmHg以上である場合は疾患と関連している可能性が高く、脈圧が50mmHg以上である場合は心血管疾患だけでなく、眼疾患や腎疾患などの他の合併症のリスクが高くなる。脈圧は、収縮期の25％未満であれば低値とみなされる（例えば、収縮期血圧が120mmHgの場合、30mmHgは120の25%であるため、30mmHg未満であれば低値とみなされる）。
脈圧が非常に低い場合は、うっ血性心不全などの疾患の症状である可能性がある。
脈圧の上昇は、特に高齢者集団において、収縮期血圧、拡張期血圧、平均動脈圧よりも強い、心血管イベントの独立した予測因子であることが判明している。このリスク上昇は男女ともに存在し、他の心血管危険因子が存在しない場合でも存在する。また、収縮期血圧が安定したまま拡張期血圧が経時的に低下する場合にも、リスクの増加がみられる。
2000年のメタアナリシスでは、脈圧が10mmHg上昇すると心血管系死亡リスクが20％上昇し、すべての冠動脈エンドポイントのリスクが13％上昇することが示された。この研究の著者らは、収縮期血圧が高いほど心血管エンドポイントのリスクは増加するが、収縮期血圧がどのような値であっても、主要な心血管エンドポイントのリスクは拡張期血圧が低いほど減少するのではなく、むしろ増加することも指摘している。このことは、収縮期血圧を低下させることなく拡張期血圧を低下させる（したがって、脈圧を低下させる）介入は、実際には逆効果になる可能性があることを示唆している。現在、脈圧を低下させる薬剤として承認されているものはないが、降圧薬の中には脈圧をわずかに低下させるものがある一方で、血圧全体を低下させる薬剤が実際には脈圧を上昇させるという逆効果をもたらす場合もある。
敗血症患者では、血行動態 の悪化の程度に応じて、脈圧が拡大することもあれば縮小することもある。敗血症患者の脈圧が70mmHgを超えると、生存の可能性が高まり、輸液反応性がより良好になることと相関している。

### 平均動脈圧
平均動脈圧（MAP）は、一心周期の血圧の平均であり、心拍出量（CO）、体血管抵抗（SVR）、および中心静脈圧（CVP）によって下式で表される。
{\displaystyle \!{\text{MAP}}=({\text{CO}}\cdot {\text{SVR}})+{\text{CVP}}}
実際にはCVPは低値で上式への寄与は小さく、一般的には無視される。
{\displaystyle \!{\text{MAP}}={\text{CO}}\cdot {\text{SVR}}}
MAPは収縮期圧の測定値 {\displaystyle \!P_{\text{sys}}}と拡張期圧の測定値 {\displaystyle \!P_{\text{dias}}}から下式で推定されることが多い。
{\displaystyle \!{\text{MAP}}\approxeq P_{\text{dias}}+k(P_{\text{sys}}-P_{\text{dias}})}
k = 0.333であるが、他の値も提唱されている。

### 血圧の調節
平均動脈圧と同様、組織の局所の血流も以下の関係式に従う。
局所の血流 ≒ 動脈血圧/局所の血管抵抗
上記の生体による調節機構には、短期的、中期的、長期的な機構がある。短期的機構の例としては圧受容器による循環反射や防衛反応（後述）、フランク・スターリングの心臓の法則が挙げられる。中期的な機構としては内因性の血管収縮物質であるバソプレシン、長期的な機構の例としては、レニン・アンジオテンシン・アルドステロン系や局所における血管新生や心臓肥大がある。

#### 自律神経による血圧変化
精神的・物理的ストレスを受けると以下のような変化が循環器系に起こる。闘争と逃走（fight and flight）を準備するような反応、すなわち防衛反応と呼ばれている。交感神経が全体的に興奮したときの反応である。
1. 交感神経性血管収縮線維の興奮により、血管収縮と体血管抵抗（英語版）の増加が起こる。
2. 心臓交感神経の興奮によって、心臓の収縮性が上がり、心拍出量が増える。
3. 上記1と2により、血圧が上昇する。
4. 心臓迷走神経の抑制により、心拍数が増加する。
5. 他の血管が収縮する中で、骨格筋の血管だけは拡張する。

#### 圧受容器や内分泌物質による血圧調節
動脈圧の内因性恒常性調節は、以下のような調節機構がよく知られている。
- 圧受容器反射：圧受容器が動脈圧の変化を動脈壁の伸張として感知する[109]。最も重要な動脈圧受容器は、左右の頸動脈洞と大動脈弓にある[109]。これらの圧受容器は最終的に脳幹の延髄、特に吻側延髄腹外側野（rostral ventrolateral medulla: RVLM）（英語版）に信号を送る。髄質は自律神経系を介して、心臓の収縮力と速度、および全身の血管抵抗を変化させることにより、平均動脈圧を調節する[109]。 圧受容器の最も重要な役割は動脈圧の急激な低下に応答することである[109]。 たとえば、人が突然立ち上がったときや、出血の際に、自律神経の活動を変化させ、血管を収縮させ、 脈拍を増加させ、心筋収縮力を増大させる[109]。結果として低下した血圧の回復につながる[109]。圧受容器は血圧の変動を秒や分のオーダーで急速に修正することができる[110]。
- 低圧受容器領域（英語版）の圧受容器は、心房、心室、および肺血管系内にある[111]。受容器は血圧の低い領域にあるので低圧受容器と呼ばれ、前述の頚動脈洞や動脈弓の受容器は高圧受容器と呼ばれる[112]。この受容器は自律神経系に体内の血液量を知らせる機能を持つ[111]。血液量が減少した状態では、循環器系と腎臓の変化により、腎臓内の塩分と水分の吸収が増加し、塩分と水の経口摂取量が増加し、より遅く、長期的な平均血圧の変化が起こる[111]。
- ノルアドレナリンとアドレナリン：どちらも血管収縮作用を持つホルモンである[113]。ストレス時や運動時に交感神経系が刺激されると、交感神経末端からはノルアドレナリン[114]、副腎髄質からはアドレナリンとノルアドレナリンが分泌される[114]。結果として交感神経を直接刺激したときと同様の効果を循環系に起こす[114]。
- バソプレシン：抗利尿ホルモンとも呼ばれる[114]。その役割は腎臓の尿細管で、水の再吸収を増やして血液に戻すことである[114]。また、強力な血管収縮作用を持つ[114]。脱水の際はバソプレシンが多く分泌され、下がった血圧を戻す[115]。バソプレシンは脳の視床下部で産生され、下垂体後葉から分泌される[114]。
- レニン・アンジオテンシン・アルドステロン系：このシステムは一般に、動脈圧を長期的に調整することで知られている[107]。この系は内分泌物質による強力な血圧上昇機構で、腎血流が減少するとその調節機能が発揮される[116]。
- アルドステロン：このステロイドホルモンは、レニン-アンジオテンシン系の活性化、血清カリウム値の上昇、または副腎皮質刺激ホルモン（ACTH）の上昇に反応して副腎皮質から放出される[117]。

血圧が下がると、血圧をより適切なレベルに戻すために、レニン・アンジオテンシン・アルドステロン系による、以下の生理的カスケードが始まる。
1. 血圧が下がると腎血流が減少する。
2. 同時に、腎血流が減少すると、傍糸球体細胞は血圧の低下を感知し、レニンを放出する。
3. レニンはアンジオテンシノーゲン（ドイツ語版）（不活性型）をアンジオテンシンI（活性型）に変換する[118]。
4. アンジオテンシンIは血液中を流れ、肺の毛細血管に達し、そこでアンジオテンシン変換酵素（ACE）が働き、アンジオテンシンIIに変換する[118]。
5. アンジオテンシンIIは血管収縮物質であり、血圧を上昇させる。
6. アンジオテンシンIIはまた、副腎皮質にシグナルを送り、アルドステロンを放出させる[119]。
7. アルドステロンはさらに、ネフロンの遠位尿細管におけるNa+の再吸収を増加させ、細胞外液量を増加させ[117]、血圧を上昇させる。
8. アルドステロンはまた、血管平滑筋に対する直接的な収縮増強作用、および交感神経系の活動に対する中枢作用を発揮することがある[120]。

### 日常における血圧の変動
睡眠中は血圧が、覚醒時に比べて10-20%低下する。排便時は収縮期圧/拡張期圧が、健常者でそれぞれ平均20/15mmHg、最大では110/80mmHgも上昇したことが報告されている。

## 血圧異常の分類
血圧コントロールの障害には、高血圧、低血圧、過度または不適応な変動などがある。

### 高血圧

慢性高血圧の主な合併症の概要

動脈の高血圧は、他の問題の指標となることがあり、長期的な悪影響を及ぼすことがある。血圧が180/120mmHgを超える高血圧性緊急症 (hypertensive emergency)のように、急性の問題となることもある。無症状でも高血圧は治療の対象である。
高血圧の持続は、脳卒中、心筋梗塞、心不全、動脈瘤の危険因子の一つであり、慢性腎不全の主な原因である。中等度の動脈圧の上昇でも、平均余命の短縮をもたらす。平均動脈圧が一般集団の平均を50%以上上回るような重度の高血圧では、適切な治療を受けない限り、数年しか生きられないと予想される。高血圧患者にとって、心拍変動（heart rate variability: HRV）が高いことは心房細動の危険因子である。収縮期血圧高値と脈圧（収縮期血圧と拡張期血圧の数値差）高値の両方共に危険因子である。脈圧の上昇は、収縮期血圧、拡張期血圧、平均動脈圧よりも、特に高齢者集団において心血管イベントの独立した強力な危険因子であることが判明している。場合によっては、収縮期血圧と拡張期血圧の差（すなわち、脈圧の拡大）が増大するためと思われるが、過度の拡張期血圧の低下が実際にリスクを増大させることがある。拡張期血圧が正常（90mmHg未満）で収縮期血圧が高い（140mmHg超）場合は、収縮期高血圧と呼ばれ、健康上の懸念を呈する可能性がある。2017年の米国心臓協会の血圧ガイドラインによると、拡張期血圧が80～89mmHgで収縮期血圧が130～139mmHgの場合は「高血圧ステージ1」であるとしている。
日本において、20歳以上、2577人を対象とした国民健康・栄養調査によると、正常高値血圧も含めると、調査対象者の58.3%が高血圧を有していた（2019年）。高血圧は喫煙と並んで、日本人にとって最大の生活習慣病リスク要因である。

### 低血圧
低すぎる血圧は低血圧（症）として知られている。これは、めまい、失神、極端な場合にはショックなどの徴候や症状を引き起こす場合、医学的に問題となる。
低血圧の原因は、循環血液量減少、妊娠、血管拡張、医薬品の副作用、重度の脱水、貧血、ビタミンB12欠乏症、アナフィラキシー、ショック、内分泌疾患など多岐にわたる。原因不明の低血圧は本態性低血圧と呼ばれる。本態性低血圧は若い女性に多く、生命予後に悪影響は及ぼさない。

#### 起立性低血圧
起立時に血圧が大きく低下すること（収縮期/拡張期血圧が20/10mmHg以上持続的に低下すること）は、起立性低血圧（体位性低血圧）と呼ばれ、循環に対する重力の影響を身体が代償できないことを表す。 
急激な起立を行うと，下肢および体幹の静脈に血液が貯留（1/2～1L）する。続いて、静脈還流量が一時的に減少した結果心拍出量が低下し，その結果血圧が低下する。この変化に反応して，大動脈弓および頸動脈洞の圧受容器が自律神経反射を亢進させることで，血圧は速やかに正常化する。つまり、交感神経系により心拍数と心収縮力が亢進し，体血管抵抗が上昇する。同時に副交感神経が抑制され，心拍数を増加させる。ほとんどの人では，起立時にみられる血圧および心拍数の変化は最小限かつ一過性であり，症状は発生しない。これらの代償機転により、通常、血圧は1分以内に安定する。これらの代償機序が破綻し、動脈圧と血流量がある一定以上低下すると、脳の灌流が決定的に低下し（すなわち、血液供給が十分でなくなる）、立ちくらみ、めまい、脱力、失神に至る。代償機序の破綻の原因としては、疾患や薬物による自律神経反射の障害、心筋収縮性や血管の反応性の低下、循環血液量減少、またはホルモン応答の欠陥などがある。

### 血圧の変動
血圧の多少の変動やばらつきは正常である。正常値よりも有意に大きい血圧の変動は、動揺性高血圧として知られ、平均血圧とは独立に心血管疾患、脳小血管疾患、認知症のリスク増加と関連している。臨床試験から得られた最近のエビデンスでは、血圧の変動も死亡、脳卒中、心不全、および心不全を生じさせる可能性のある心臓の病変と関連している。これらのデータは、正常血圧の高齢者であっても過度の血圧変動を治療すべきかどうかについての議論を促している。
高齢者や血圧の薬物治療を受けている人は、血圧の変動が大きくなりやすく、降圧薬の違いによって血圧の変動に対する効果が異なるというエビデンスもある。しかし、これらの違いが転帰の利益につながるかどうかは不明である。

## 動物
ヒト以外の哺乳類の血圧は、種によって異なる。心拍数は、主に動物の大きさによって著しく異なる（大きい動物は心拍数が遅い）。キリンの動脈圧は約190mmHgと明らかに高く、2mの長い首から頭部への血液灌流を可能にしている。樹上性のヘビなど、体位性血圧変化にさらされる他の種では、血圧は非樹上性のヘビよりも高い。頭に近い心臓(心臓から頭への距離が短い)と引き締まった外皮を持つ長い尾では、頭への血液灌流が優先される。
ヒトと同様に、動物の血圧は年齢、性別、時間帯、環境条件によって異なる。実験室や麻酔下で測定された値は、自由生活条件下での値を代表するものではない可能性がある。ラット、マウス、イヌ、ウサギは、血圧調節の研究に広く使用されている。
| 種         | 血圧 mmHg | 血圧 mmHg | 心拍数 回/分 |
| 種         | 収縮期    | 拡張期    | 心拍数 回/分 |
| ---------- | --------- | --------- | ------------ |
| 仔牛       | 140       | 70        | 75–146       |
| 猫         | 155       | 68        | 100–259      |
| 犬         | 161       | 51        | 62–170       |
| ヤギ       | 140       | 90        | 80–120       |
| モルモット | 140       | 90        | 240–300      |
| マウス     | 120       | 75        | 580–680      |
| ブタ       | 169       | 55        | 74–116       |
| ウサギ     | 118       | 67        | 205–306      |
| ラット     | 153       | 51        | 305–500      |
| アカゲザル | 160       | 125       | 180–210      |
| ヒツジ     | 140       | 80        | 63–210       |

### 犬・猫の高血圧
犬猫の高血圧は、一般的に血圧が150mmHg（収縮期）以上であれば診断されるが、視覚ハウンドは他の犬種よりも血圧が高く、これらの犬では収縮期血圧が180mmHgを超えると異常とみなされる。

### 魚類の血圧
陸棲動物、特に哺乳類や鳥類は重力に抗して血液を体内で循環させねばならず、強いポンプ作用を持つ、厚く密集した筋繊維からなる心筋が発達しているが、魚類は浮力により重力の影響を免れている。そのため、多くの魚類の血圧は約20mmHg程度と低く、心室筋もまばらである。

## 歴史
血圧についての理解、測定技術の発展は高血圧や腎疾患の疾患概念の発達と密接に関わっている。イギリスの聖職者スティーブン・ヘールズは、1733年に初めて血圧の測定を発表した。牝馬の動脈にチューブを挿入し、12フィートのガラスチューブ内で血液が拍動したのを観察したのである。しかし、この方法は侵襲的であり、動脈損傷や血栓症、感染症などのリスクがあった。後世、観血的血圧測定または侵襲的血圧測定と呼ばれる方法であるが、現在主流の血圧測定法である非侵襲的血圧測定が発明されるのはおよそ150年後である。後に高血圧と呼ばれるようになるものについての記述は、とりわけ1808年のトマス・ヤング、そして特に1836年のリチャード・ブライトによってなされた。ブライトは、心肥大と腎臓病との間の関連性を指摘した。浮腫、アルブミン尿、腎障害を三徴とする疾患がブライト病と呼ばれた。1850年、ジョージ・ジョンソンは、ブライト病における腎臓の肥厚した血管は、血圧上昇に対する適応である可能性を示唆した。 1855年のウィリアム・センハウス・カークスと1856年のルートヴィヒ・トラウベもまた、病理学的観察に基づいて、ブライト病における左室肥大と腎臓障害の関連は、血圧上昇によって説明できると提唱した。 一方、サミュエル・ウィルクスは、左室肥大と動脈の疾患は必ずしも腎臓の疾患と関連していないことを観察し、腎臓が正常な人でも高血圧が起こる可能性があることを示唆した。腎臓疾患の徴候がない人の血圧上昇の最初の報告は、1874年にスフィグモグラフ（血圧計のプロトタイプ）を用いてフレデリック・アクバル・マホメドによってなされた。 一般的な循環器疾患としての高血圧性疾患の概念は、トーマス・オルバットによって取り上げられ、彼はその状態を"hyperpiesia"と呼んだ。1881年にはサムエル・ジークフリート・カール・フォン・バッシュにより水銀柱式血圧計が発明された。
1896年にシピオネ・リヴァ・ロッチによってカフを使用する血圧計が発明され、これにより診療所での血圧測定が可能になったことから、医学的実体概念としての高血圧が生まれた。1905年、ニコライ・コロトコフは、血圧計のカフが脱気している間に聴診器で動脈を聴診したときに聞こえる音（コロトコフ音）を記述することによって、この血圧測定技術を改善し、それまでは不可能であった拡張期血圧の測定を可能とした。また、この血圧測定方法（聴診法）は以後の標準的な血圧測定法となった。 
血圧計のカフの振動を利用する測定法、すなわちオシロメトリック法の原理の提案は1870年代に遡るが、この方式による製品が発売されたのはおよそ100年後の1976年である。インテルのマイクロプロセッサと小型の圧トランスデューサーが利用できるようになったために製品化が実現した。
1981年には、正確な全自動オシロメトリック血圧計装置が発明され、経時的な血圧測定技術が改良された。水銀血圧計は140年以上使われてきたが、2021年から日本では輸出入禁止となった。2013年、水銀が環境問題の高まりから世界各国で敬遠され、水銀に関する水俣条約が国際条約として採択されたことを受けてのものである。
世界的に見ると、年齢で調整した平均血圧は、1975年以来現在に至るまでほぼ同じで、男性で約127/79mmHg、女性で約122/77mmHgであるが、これらの平均データからは、地域によって大きく異なる傾向は分からない。